# Trentyn Flowers
Trentyn Levi Flowers, född 8 mars 2005 i Towson i Maryland, är en amerikansk professionell basketspelare (SF) som spelar för Los Angeles Clippers i National Basketball Association (NBA).
Det var tänkt att han skulle studera vid University of Louisville och spela för deras idrottsförening Louisville Cardinals men Flowers ändrade sig och spelade istället som proffs i Australien.
Flowers blev aldrig NBA-draftad.